# Ludwig Joseph von Boos-Waldeck
Ludwig Joseph von Boos-Waldeck (Coblenza, 26 novembre 1798 – Aschaffenburg, 1º ottobre 1880) è stato un nobile e colono tedesco.
Fu tra i promotori dell'insediamento di coloni tedeschi nel Texas.

## Biografia
Ludwig Joseph von Boos-Waldeck nacque a Coblenza, figlio del conte Clemens von Boos zu Waldeck (1773-1842), ciambellano dell'elettore di Treviri, e di sua moglie, la baronessa Johanna von Bibra (1774-1856). Discendeva da una linea collaterale di un'antica famiglia di nobili renani che risaliva al XIII secolo. Boos-Waldeck sposò nel 1827 circa la baronessa Henriette von Wessenberg-Ampringen (1807-1856), figlia del barone Johann von Wessenberg-Ampringen (1773-1858). Fu cugino della regina Vittoria del Regno Unito e zio del compositore Victor von Boos zu Waldeck (1840-1916).
Intrapresa la carriera militare, fu ufficiale nella prima guerra carlista nell'esercito di Carlo Maria Isidoro di Borbone-Spagna. Si unì quindi all'esercito prussiano e fu tenente del 5º reggimento ulani. Nel 1832, tuttavia, si trasferì nell'esercito del ducato di Nassau col grado di maggiore e come aiutante di campo (1839) del duca Adolfo. Il 17 marzo 1837 venne promosso tenente colonnello del duca di Nassau.
Dal 1831 al 1832 fu deputato al parlamento di Nassau.
Nell'aprile del 1842 Boos-Waldeck ed altri nobili si incontrarono a Biebrich sul Reno, presso Magonza, con l'intento di fondare una società che divenne nota col nome di Adelsverein per promuovere l'immigrazione dei tedeschi in Texas. Nel 1843 Boos-Waldeck acquistò e sviluppò la Nassau Plantation presso Round Top, Texas per conto della stessa Adelsverein. Oltre al nativo tedesco, egli parlava regolarmente spagnolo e inglese. Dopo il fallimento delle opere di colonizzazione ritornò in Germania e morì ad Aschaffenburg, in Baviera, nel 1880.